# Christine Terraillon
Christine Gabrielle Irène Terraillon, coniugata Jauffret (Soletta, 16 settembre 1943 – Briançon, 27 settembre 2023), è stata una sciatrice alpina francese.

## Biografia
Sciatrice polivalente originaria di Chamonix, Christine Terraillon debuttò in campo internazionale in occasione del Grand Prix Feminine 1960 (Saint-Gervais-les-Bains,  21-23 gennaio), dove si classificò 16ª nella discesa libera, 23ª nello slalom speciale e 18ª nella combinata; nel 1963 si piazzò 2ª nello slalom gigante del Grand Prix du Savoie (Méribel, 23-24 marzo) e 3ª in quello di Bad Hindelang (13 aprile). L'anno dopo ai IX Giochi olimpici invernali di Innsbruck 1964 (validi anche come Mondiali 1964), sua unica presenza olimpica, fu 8ª nella discesa libera, la sola gara nella quale prese il via; nel prosieguo della stagione si classificò 3ª nella discesa libera, 2ª nello slalom speciale e 2ª nella combinata del trofeo Holmenkollen-Kandahar (Voss, 14-15 marzo) e vinse lo slalom gigante e lo slalom speciale di Oppdal (21-22 marzo).
Nella stagione 1964-1965 si piazzò 2ª nella combinata del Critérium de la première neige (Val-d'Isère, 16-19 dicembre), 3ª nella discesa libera del Grand Prix Feminine (Saint-Gervais-les-Bains, 27-29 gennaio) e 3ª in quella degli US Open (Crystal Mountain, 1-4 aprile); nella stagione 1965-1966 fu 3ª nello slalom gigante e 2ª nella combinata del Critérium de la première neige (Val-d'Isère, 15-19 dicembre) e ai Mondiali di Portillo 1966 (5-14 agosto), suo congedo agonistico, si classificò 17ª nella discesa libera, l'unica gara nella quale prese il via. Era moglie di Louis Jauffret, a sua volta sciatore alpino.

## Palmarès

### Campionati francesi
- 1 oro (discesa libera nel 1966[1])